# Миняйло, Павел Денисович
Павел Денисович Миняйло (1896—1973) — бандурист Полтавской капеллы бандуристов (1925), Государственной капеллы бандуристов УССР (с 1935) и Украинской Капеллы Бандуристов им. Т. Г. Шевченко (ныне в г. Детройт, США) (1942—1973). Владел техникой харьковского способа игры на бандуре, которую разработал Гнат Хоткевич. Обладал сильным, красивым, оригинального тембра бас-баритоном.

## Биография
Начальное музыкальное образование получил до революции 1917 года в Полтавской духовной семинарии, где учился на священника.
После установления советской власти на Полтавщине работал в типографии.
Ещё до вступления в Полтавскую капеллу бандуристов пел вместе с Иосифом Панасенко в Кафедральном и Национальном хоре в Полтаве. Вместе с Владимиром Кабачком выезжал на консультации к Гнату Хоткевичу в Харьков.
После ликвидации властями Полтавской капеллы бандуристов в 1934 году переехал в Киев (1934), на непродолжительный срок некоторых членов капеллы прикрепили к хору под руководством Нестора Городовенко (капеллы «Думка»).
В октябре 1935 года стал участником Объединённой капеллы бандуристов под руководством М. Михайлова, где работал как солист вплоть до начала Второй мировой войны. Как тенор солист записал ряд произведений на пластинки в сопровождении капеллы бандуристов.
В начале войны был мобилизован в Красную армию и имел подготовку радиста-связиста. Попал в плен, но смог сбежать на пути в лагерь военнопленных.
С конца 1941 года в Капелле бандуристов им. Т. Шевченко.
Прошёл весь путь Капеллы от начала до конца. На гастроли в Европу (1958) не поехал из-за преклонного возраста, но позже выступал на локальных концертах.
Павел Китастый вспоминал, что у Павла Миняйло было врождённое чувство музыкальной фразы. Он глубоко чувствовал украинскую песню и умело сочетал слово и мелодию, то есть пел художественно, что является большим преимуществом вокалиста. Он полностью отдавался песне. Его тембр и пение украшали Капеллу. Миняйло любил поэзию Тараса Шевченко. На одном из Шевченковских представлений, он, стоя за большим портретом Шевченко в центре сцены, вдохновенно и громко прочитал отрывки стихов из «Кобзаря», создав впечатление, что говорит сам поэт.
В США уехал вместе с женой Еленой Николаевной и дочерью Ниной. В свою очередь, его родной брат Сергей остался в Киеве и дальше играл в Государственной капелле бандуристов УССР. Между братьями шла активная переписка и обмен материалами с одного континента на другой.
Похоронен Павел Миняйло на украинском кладбище в Саут-Баудн-Бруке, на участке, выделенном для членов Капеллы бандуристов.